# Затока Дрейка

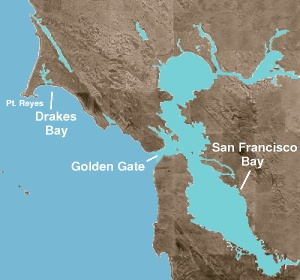
Затока Дрейка на мапі

Затока Дрейка (англ. Drakes Bay) — це широка затока на узбережжі північної Каліфорнії, розташована за 48 кілометрів на північний захід від Сан-Франциско. Сягає 13 км в ширину. Затоку назвали на честь англійського мореплавця і пірата Френсіса Дрейка, бо це місце вважають місцем його висадки на західному узбережжі Північної Америки під час його навколосвітнього плавання 1579 року. Назва затоки іспанською — Пуерто-де-Лос-Реєс.
У затоку впадає Дрейк-Естеро — естуарій на півострові Пойнт-Реєс. Тут знаходиться Державний морський заповідник Естеро-де-Лімантур і Дрейк-Естеро. Окрім того, затока Дрейка знаходиться в акваторії морського заповідника Пойнт-Реєс. Частина прибережної зони затоки має археологічне та історичне значення. 
Вважають, що у цьому місці 1579 року Френсіс Дрейк висадився на берег під час своєї навколосвітньої подорожі. Тут же під час шторму 1595 року затонув манільський галеон. Відвідування іспанцями узбережжя Каліфорнії супроводжувалося культурним обміном з місцевими прибережними мівоками. На березі затоки археологи знайшли залишки п'ятнадцяти поселень мівоків: у них виявили європейські товари, в тому числі рештки розбитого галеона. Місцевість оголосили Національною історичною пам'яткою 17 жовтня 2012 року.